# 阿洛 (阿列日省)
阿洛（法語：Alos）是法国阿列日省的一个市镇，属于圣吉龙区（Saint-Girons）圣吉龙县（Saint-Girons）。该市镇2009年时的人口为117人。

## 人口
阿洛人口变化图示
| 数据来源：INSEE |